# Bezirk Ustrzyki Dolne
Bezirk Ustrzyki Dolne – dawny powiat (Bezirk) kraju koronnego Królestwo Galicji i Lodomerii, funkcjonujący w latach 1854–1867. Siedzibą starostwa było miasteczko Ustrzyki Dolne.

## Historia
Bezirk Ustrzyki Dolne utworzono w ramach reformy uwłaszczeniowej z okresu Wiosny Ludów (1848–1849), która likwidowała jurysdykcję właściciela ziemskiego nad poddanymi. W Galicji, dominium – jako podstawowa jednostka administracyjna i filar systemu feudalnego straciło rację bytu. Konieczne stało się zatem wprowadzenie nowego systemu administracyjnego, którego zręby powstały w latach 1851–1855. Nowy trójstopniowy podział administracyjny objął 21 cyrkułów (niem. Kreise), 179 małych powiatów (niem. Bezirke) i ponad 6000 gmin (niem. Gemeinde). 
Bezirk Ustrzyki Dolne objął obszar o wielkości 5,8 mil², zamieszkany był przez 17.208 ludzi i podzielony na 31 gmin katastralnych, w tym jedno miasteczko (Ustrzyki Dolne). Wszedł w skład cyrkułu sanockiego, jako jeden z jego jedenastu powiatów.
Po nadaniu Galicji autonomii oraz powołaniu samorządu gminnego i powiatowego w 1865 zlikwidowano cyrkuły (Kreise). Dotychczasowe małe powiaty (Bezirke) w liczbie 179, utrzymały się do 1867 roku, kiedy to w następstwie kolejnej reformy administracyjnej (23 stycznia 1867) zostały zastąpione przez 74 większych powiatów. Obszar zniesionego Bezirk Ustrzyki Dolne wszedł wtedy w całości w skład nowego powiatu liskiego.

## Podział administracyjny (1854)
| Lp. | Gmina jednostkowa           | Powierzchnia | Ludność | Powiat w 1867 po zniesieniu |
| --- | --------------------------- | ------------ | ------- | --------------------------- |
| 1   | Stefkowa                    | 2548         | 856     | liski                       |
| 2   | Ustjanowa (Dolna i Górna)   | 3154         | 893     | liski                       |
| 3   | Ustrzyki Dolne (m)          | 908          | 1068    | liski                       |
| 4   | Jasień                      | 1079         | 401     | liski                       |
| 5   | Berehy z Siegenthalem       | 2328         | 542     | liski                       |
| 6   | Łodyna                      | 1523         | 463     | liski                       |
| 7   | Dźwiniacz Dolny             | 2228         | 727     | liski                       |
| 8   | Leszczowate z Wolą Romanową | 2346         | 756     | liski                       |
| 9   | Hoszów                      | 1332         | 308     | liski                       |
| 10  | Hoszowczyk                  | 951          | 345     | liski                       |
| 11  | Zadwórze z Zamłyniem        | 515          | 175     | liski                       |
| 12  | Moczary                     | 1110         | 356     | liski                       |
| 13  | Jałowe                      | 794          | 155     | liski                       |
| 14  | Rabe                        | 2074         | 320     | liski                       |
| 15  | Stańkowa                    | 1456         | 553     | liski                       |
| 16  | Zawadka                     | 1913         | 493     | liski                       |
| 17  | Brelików                    | 1023         | 264     | liski                       |
| 18  | Serednica                   | 1616         | 1081    | liski                       |
| 19  | Strwiążyk                   | 695          | 314     | liski                       |
| 20  | Równia                      | 1841         | 547     | liski                       |
| 21  | Czarna (Górna i Dolna)      | 5282         | 1153    | liski                       |
| 22  | Łobozew (Górny i Dolny)     | 1726         | 827     | liski                       |
| 23  | Daszówka                    | 1273         | 246     | liski                       |
| 24  | Żołobek                     | 744          | 190     | liski                       |
| 25  | Bandrów                     | 4931         | 1094    | liski                       |
| 26  | Teleśnica Oszwarowa         | 1569         | 475     | liski                       |
| 27  | Teleśnica Sanna             | 1426         | 601     | liski                       |
| 28  | Sokole                      | 837          | 280     | liski                       |
| 29  | Paszowa                     | 2259         | 688     | liski                       |
| 30  | Ropienka                    | 1851         | 511     | liski                       |
| 31  | Wańkowa                     | 2054         | 516     | liski                       |

Objaśnienie:
(M) = miasto; (m) = miasteczko